# サンタ・ソフィーア・デピーロ
サンタ・ソフィーア・デピーロ（イタリア語: Santa Sofia d'Epiro、アルバニア語: Shën Sofia e Epirit）は、イタリア共和国カラブリア州コゼンツァ県にある、人口約2,500人の基礎自治体（コムーネ）。

## 地理

### 位置・広がり

#### 隣接コムーネ
隣接するコムーネは以下の通り。
- アクリ
- ビジニャーノ
- サン・デメトリオ・コローネ
- タルシア